# Kính viễn vọng không gian

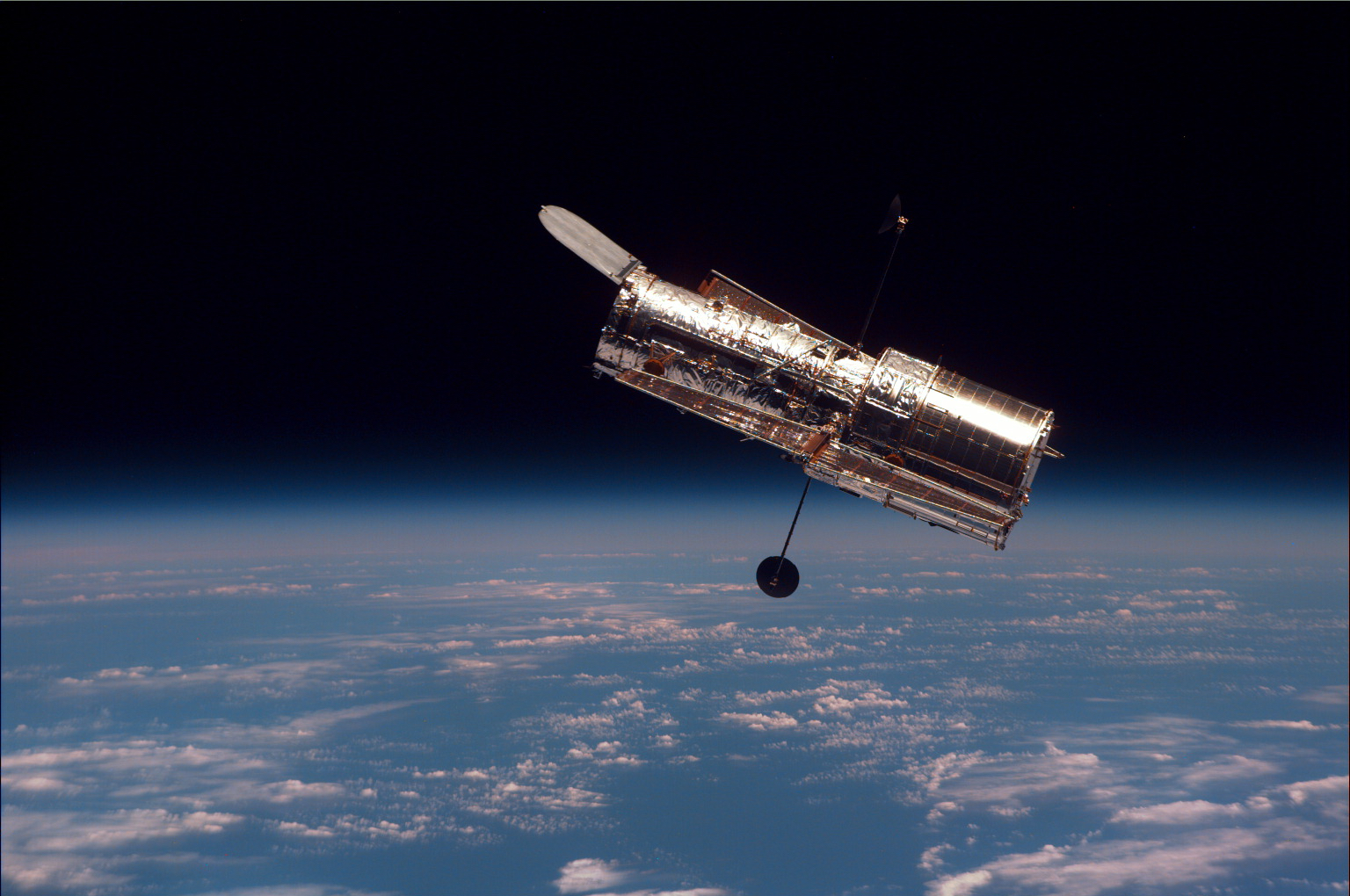
Kính thiên văn Hubble là kính thiên văn không gian được biết đến nhiều nhất

Kính viễn vọng không gian hay Đài quan sát không gian là một loại kính thiên văn được đặt trong không gian để quan sát các vật thể xa xôi như các hành tinh, các thiên hà và các vật thể ngoài không gian khác. Kính viễn vọng không gian tránh được sự cản trở các bước sóng cực tím, X, và Gamma do bầu khí quyển. Nó cũng tránh được các hiện tượng như lấp lánh, ô nhiễm ánh sáng.
Ý tưởng về kính viễn vọng không gian được Lyman Spitzer đề xuất vào năm 1946, và kính thiên văn đầu tiên hoạt động ngoài không gian là Orbiting Astronomical Observatory (Đài quan sát thiên văn trên quỹ đạo) OAO-2, do Mỹ phóng lên năm 1968, và sau đó đến lượt Liên Xô phóng kính thiên văn cực tím Orion 1 vào năm 1971.
Các kính thiên văn không gian khác với các vệ tinh quan sát của Trái Đất ở chỗ các vệ tinh này hướng về mặt đất để chụp ảnh, do thám hoặc phân tích thời tiết và các hình thức thu thập thông tin khác.
Các kính thiên văn không gian được xếp vào hai loại: loại khảo sát toàn bộ bầu trời và loại nhắm vào một vật thể hay vùng bầu trời đã được chọn.

## Lợi thế
Quan sát thiên văn trên mặt đất gặp phải nhiều vấn đề hạn chế do bầu khí quyển lọc các bước sóng điện từ trừ ánh sáng nhìn thấy và radio; ngoài ra còn có các hiện tượng bóp méo do nhiễu loạn trong bầu khí quyển (sự lấp lánh mà ta thấy ở các ngôi sao) và ô nhiễm ánh sáng. Việc đưa kính thiên văn lên quỹ đạo giúp loại bỏ tất cả các vấn đề kể trên. Hệ quả là các kính thiên văn không gian có độ phân giải góc cao hơn các kính thiên văn có cùng độ mở trên mặt đất. Tuy nhiên các đài thiên văn lớn trên mặt đất ngày nay đã hạn chế được ảnh hưởng của bầu khí quyển nhờ công nghệ quang học điều hợp (Adaptive Optics).
Nhờ kính thiên văn không gian mà một số nhánh thiên văn học có cơ hội phát triển như Thiên văn học tia X với sự hỗ trợ đắc lực từ đài quan sát Chandra và XMM-Newton.

## Nhược điểm
Kính thiên văn không gian rất tốn kém và khó để bảo trì. Ngoại trừ kính thiên văn Hubble, hầu hết các kính thiên văn không gian không được sửa chữa.

## Danh sách kính thiên văn không gian
Danh sách nhóm theo các bước sóng điện từ chủ yếu
- Gamma
  - Kính thiên văn vũ trụ tia gamma Fermi
  - Đài quan sát bùng nổ gamma Swift
- Tia X
  - ROSAT
  - Đài quan sát tia X Chandra
  - Astrosat
  - AGILE
  - XMM-Newton
- Cực tím
  - Hubble
  - GALEX
  - IUE
  - FUSE
- Ánh sáng nhìn thấy
  - Hipparcos
  - Hubble
  - Kepler
  - Gaia
- Hồng ngoại và dưới milimet
  - IRAS
  - ISO
  - MSX
  - SWAS
  - WIRE
  - Spitzer
  - Akari (Astro-F)
  - Herschel
  - WISE
  - James Webb
- Vi sóng
  - COBE
  - WMAP
  - Planck